# Смеётся тот, кто смеётся
«Смеётся тот, кто смеётся» — советский коллективный роман, юмористический детектив, авторами которого стали девять писателей. Впервые опубликован в еженедельной газете «Неделя» в апреле-июле 1964 года. 
В 2010 году вышел отдельным изданием в издательстве «Эксмо» с предисловием Владимира Войновича.

## Авторы
- Предисловие — Илья Зверев
- Глава первая — Валентин Катаев
- Глава вторая — Анатолий Гладилин
- Глава третья — Юрий Казаков
- Глава четвёртая — Лев Славин
- Глава пятая — Василий Аксёнов
- Глава шестая — Илья Зверев
- Глава седьмая — Владимир Войнович
- Глава восьмая — Фазиль Искандер
- Глава девятая — Георгий Владимов

## Сюжет
Действие начинается 30 апреля, в четверг, предпраздничный день накануне Первомая. Тридцатитрёхлетний сотрудник московского «номерного КБ» Евгений Васильчиков вечером возвращается домой, где его должны ждать жена и дочка, однако обнаруживает абсолютно пустую квартиру, из которой вывезены все вещи. Жена и дочка также пропали. Васильчиков опрашивает соседей и вызывает милицию; единственная версия, которая приходит ему в голову, состоит в том, что жена ушла к другому мужчине. Васильчиков бродит по городу, время от времени встречая странную старушку, которая говорит ему о том, что им про него «всё известно» и намекает на его связи с иностранной разведкой, однако быстро исчезает.
Вечером того же дня сотрудники милиции при осмотре подмосковного дачного посёлка Перхушково слышат выстрелы на одной из дач и обнаруживают там следы грузовика и часть мебели из квартиры Васильчиковых. 
В Москве же милиционер Василий Васильевич остаётся ночевать в квартире Васильчикова. 
Во флэшбеке сообщается о том, что Римма, жена Васильчикова, днём 30 апреля встретила на улице сотрудника «Котлонадзора» Артура Семикоровкина, с которым она и Васильчиков учились в одном институте и в которого она была влюблена в молодости. Артур сообщает Римме, что он как раз завершил посвящённую ей поэму, которую писал тринадцать лет, и предлагает ей поехать с ним на праздники на дачу к его приятелям. Своему знакомому водителю грузовика он даёт ключ от квартиры Васильчиковых и указание вывезти оттуда все вещи до последнего гвоздя. Впоследствии из признаний сторожа дачного посёлка, водителей и грузчиков становится понятно, что мебель была привезена не на ту дачу, а выстрелы делали дети-дошкольники из самодельного пистолета. Напоив по случаю праздника сторожа, один из соседей забрал часть мебели себе.
Как выясняется из следующего флэшбека, Римма не уехала с Артуром: пока она заходила к знакомым, чтобы отдать им на выходные дочку, Семикоровкин пошёл «за поллитрой». Обнаружив у подъезда только пустую машину «Котлонадзора» с мигалкой, Римма села на неё и поехала домой, однако по рации Семикоровкина передали, что возник серьёзный перегрев котлов в женской бане. Когда-то изучавшая в институте правила подачи воды в котлы, Римма едет в баню и в течение ночи устраняет неполадку. Семикоровкин же, не найдя Римму, едет на такси на дачу, где узнаёт, что милиция обнаружила мебель и считает её краденой. Он пытается убежать от милиции и бросается в реку. О спасшем его милиционере племянник Семикоровкина, начинающий журналист Вл. Семин, пишет заметку в газету.
Той же ночью сотрудник милиции Василий Васильевич, оставшийся в квартире Васильчикова, арестовывает старуху, оказавшуюся в ванной. Он сообщает Васильчикову, что старуха на самом деле является резидентом иностранной разведки по кличке Старый Викинг. Выйдя из подъезда, милиционер, однако, отпускает старуху, рекомендуя ей больше «не шастать по чужим ванным».
Узнав о том, как Римма починила котлы в бане, журналист Вл. Семин пишет о ней заметку в газету. Водитель и грузчики везут мебель обратно в квартиру Васильчиковых. Туда же ранним утром, вскоре после завершения праздничной демонстрации, приезжает и Римма, забрав по дороге дочку Аллу у знакомых.

## История
Как отмечал в предисловии к роману Илья Зверев, «автор многолик, потому что роман, предлагаемый вашему вниманию, сочинили в компании девять писателей, среди которых есть признанные классики, и классики спорные, и классики непризнанные. Во всяком случае, все они — писатели известные и, по убеждению редакции, хорошие».
По воспоминаниям Владимира Войновича, написание коллективного детективного романа было одной из «озорных идей» патриарха советской литературы Валентина Катаева, возникшей в «весёлое, тревожное и хмельное оттепельное время»: «Условие было простое: никакого общего замысла, никаких обсуждаемых характеров и сюжетных ходов». Как писал в предисловии Илья Зверев, все авторы были рады написать первую главу, поэтому последовательность написания решили определить при помощи жребия, и первый номер достался Катаеву. Другие авторы развивали сюжет по своему усмотрению. Публикацию романа решили приурочить к Первомаю, накануне которого происходит и само действие.
По словам Владимира Войновича, когда «оттепель» закончилась, «опять наступило время заморозков и звериной серьёзности», так что в виде книги роман не вышел. Однако экземпляр с авторскими поправками сохранился в архиве Евгении Зверевой и был опубликован спустя почти полвека.
Перевод романа на чешский язык был опубликован в том же 1964 году в журнале Světová literatura (№ 4) под названием «Все дороги ведут к Римме» (Všechny cesty vedou k Rimmě).

## Критика
Дмитрий Быков, сравнивая роман с советским коллективным романом 1920-х годов «Большие пожары», отмечает, что роман 1964 года был «с трубой пониже и дымом пожиже, но с таким же замахом на привлечение к газете главных литературных сил». По его словам, «на сей раз завязка истории была куда менее масштабна», а сама фабула с исчезновением всей мебели была позаимствована Катаевым из рассказа Мопассана «Ночь» («там у героя из дома вдруг ушла вся мебель, сама собой, топая ножками, и обнаружилась потом в далекой стране, в антикварной лавке»). При этом в романе 1964 года «сюжет не успел особенно разбренчаться — видимо, авторы кое о чём могли меж собой договориться, ибо тусовались все в журнале „Юность“ и в ресторане ЦДЛ».